# Ахмедов, Асад Джалал оглы
Асад Джалал оглы Ахмедов (азерб. Əsəd Cəlal oğlu Əhmədov; 15 июля 1970 года, Сарал — 31 июля 1992 года, окрестности села Паправенд) — азербайджанский военнослужащий, танкист, участник Первой карабахской войны, Национальный герой Азербайджана (1993, посмертно).

## Биография

### Детство и юность
Асад Джалал оглы Ахмедов родился 15 июля 1970 года в селе Сарал Спитакского района Армянской ССР. После окончания средней школы родного села поступил на профессиональное техническое училище № 5 города Баку Азербайджанской ССР. Свою трудовую деятельность начал в одном из строительных предприятий электриком.
В мае 1989 года был призван на службу в армию. Служил в ГДР в части танковых войск. После окончания службы, Ахмедов вернулся в Баку и вновь устроился на работу электриком в строительное предприятие.

### Первая карабахская война
С началом Первой карабахской войны Асад Ахмедов решил вступить в азербайджанскую армию. В марте 1992 года он вступил в Национальную армию Азербайджана от Насиминского военкомата. Впоследствии Асад Ахмедов принимал активное участие в боях за сёла Зарыслы, Сарыбаба и Туршсу Шушинского района, отличился во время освобождения 28 пленных азербайджанцев в окрестностях города Лачин.
В июле 1992 года Ахмедов, будучи командиром танка, отличился в ходе боёв за сёла Шелли, Абдал, Гюлаблы, Гюллюджа, Паправенд Агдамского района и села Нахичеваник. Погиб 31 июля во время боёв в окрестностях села Паправенд.

Могила Асада Ахмедова на Аллее шахидов в Баку

На момент гибели Ахмедов был холост. Похоронен на Аллее шахидов в Баку.
Указом президента Азербайджанской Республики Абульфаза Эльчибея № 457 от 5 февраля 1993 года старшине Ахмедову Асаду Джалал оглы за личное мужество и отвагу, проявленные во время защиты территориальной целостности Азербайджанской Республики и обеспечения безопасности мирного населения, посмертно было присвоено звание Национального героя Азербайджана.

## Память
Одна из улиц Ясамальского района города Баку носит имя Асада Ахмедова.